# Герои Социалистического Труда Смоленской области
В настоящий список включены:
- Герои Социалистического Труда, на момент присвоения звания проживавшие на территории Смоленской области, — 59 человек;
- уроженцы Смоленской области, удостоенные звания Героя Социалистического Труда в других регионах СССР, — 178 человек;
- Герои Социалистического Труда, прибывшие на постоянное проживание в Смоленскую область, — 4 человека.

Вторая и третья части списка могут быть неполными из-за отсутствия данных о месте рождения и проживания ряда Героев.
В таблицах отображены фамилия, имя и отчество Героев, должность и место работы на момент присвоения звания, дата Указа Президиума Верховного Совета СССР, отрасль народного хозяйства, место рождения/проживания (знаком * выделены регионы, не относящиеся к Смоленской области), а также ссылка на биографическую статью на сайте «Герои страны». Формат таблиц предусматривает возможность сортировки по указанным параметрам путём нажатия на стрелку в нужной графе.

## История
Первое присвоение звания Героя Социалистического Труда в Смоленской области произошло 5 ноября 1943 года, когда Указом Президиума Верховного Совета СССР за особые заслуги в обеспечении перевозок для фронта и народного хозяйства и  выдающиеся достижения в восстановлении железнодорожного хозяйства в трудных условиях военного времени награду получили командир 1-й железнодорожной бригады А. С. Дугин и паровозный мастер Н. Н. Новиков.
Подавляющее большинство Героев Социалистического Труда в Смоленской области приходится на сельскохозяйственную отрасль — 40 человек. Остальные представлены сферами строительства, транспорта по — 4, лёгкой промышленности — 3, государственного управления — 2, машиностроения, приборостроения, энергетики, автодорожного хозяйства, здравоохранения, образования — по 1.

## Лица, удостоенные звания Героя Социалистического Труда в Смоленской области
| №  | Фамилия, имя, отчество                   | Даты жизни              | Деятельность | Дата присвоения | Отрасль         | Место рождения        | ГС        |
| -- | ---------------------------------------- | ----------------------- | --- | --------------- | --------------- | --------------------- | --------- |
| 1  | Акимова Аделаида Игнатьевна              | 17.03.1931 — 29.02.1984 | Бригадир колхоза имени Радищева Гжатского района Смоленской области | 22.03.1966      | сельхоз         | Монастырщинский район | [ ГС 1 ]  |
| 2  | Акимова Клавдия Ивановна                 | 02.10.1928 — 10.04.2003 | Звеньевая колхоза «40 лет Октября» Шумячского района Смоленской области | 30.04.1966      | сельхоз         | Шумячский район       | [ ГС 2 ]  |
| 3  | Алимпиев Владимир Павлович               | 26.10.1930 — 09.07.2004 | Бригадир слесарей-монтажников Смоленского монтажного управления треста «Центроэнергомонтаж» Министерства энергетики и электрификации СССР                                                     | 30.05.1984      | энергетика      | *Ивановская область   | [ ГС 3 ]  |
| 4  | Алфимцева Нина Никаноровна               | род. 07.07.1935         | Бригадир свиноводческой фермы совхоза «Жуковский» Смоленского района Смоленской области | 08.04.1971      | сельхоз         | Духовщинский район    | [ ГС 4 ]  |
| 5  | Антипкин Пётр Андреевич                  | 23.09.1930 — 06.10.1999 | Звеньевой совхоза «Добринский» Духовщинского района Смоленской области | 30.04.1966      | сельхоз         | Духовщинский район    | [ ГС 5 ]  |
| 6  | Артюхов Николай Иванович                 | 19.11.1923 — 31.12.1984 | Первый секретарь Гагаринского горкома КПСС, Смоленская область | 08.04.1971      | госуправление   | Демидовский район     | [ ГС 6 ]  |
| 7  | Бабошкина Вера Иудовна                   | 20.08.1911 — 15.02.1961 | Доярка совхоза «Сычёвка» Сычёвского района Смоленской области | 10.03.1958      | сельхоз         | Сычёвский район       | [ ГС 7 ]  |
| 8  | Башмакова Лидия Ивановна                 | 19.08.1926 — 09.08.2012 | Доярка колхоза имени Радищева Гжатского района Смоленской области | 10.03.1958      | сельхоз         | Гагаринский район     | [ ГС 8 ]  |
| 9  | Бизунов Сергей Иванович                  | 17.12.1914 — 07.08.1983 | Председатель колхоза имени Сталина Починковского района Смоленской области | 10.03.1958      | сельхоз         | Починковский район    | [ ГС 9 ]  |
| 10 | Большакова Мария Николаевна              | 19.09.1911 — 03.01.1996 | Бригадир совхоза «Кайдаковский» Вяземского района Смоленской области | 22.03.1966      | сельхоз         | *Витебская область    | [ ГС 10 ] |
| 11 | Васильев Фёдор Степанович                | 15.10.1919 — 20.11.2000 | Председатель колхоза «Красный доброволец» Смоленского района Смоленской области | 30.04.1966      | сельхоз         | Смоленский район      | [ ГС 11 ] |
| 12 | Гепнер Вера Андреевна                    | 05.05.1922 — 05.07.2003 | Доярка колхоза «Советская Россия» Сычёвского района Смоленской области | 10.03.1958      | сельхоз         | *Витебская область    | [ ГС 12 ] |
| 13 | Горланова (Герасимова) Зинаида Фёдоровна | 10.01.1934 — 17.11.2003 | Старшая доярка совхоза «Рассвет» Сычёвского района Смоленской области | 08.04.1971      | сельхоз         | Новодугинский район   | [ ГС 13 ] |
| 14 | Двинянинов Арнольд Валентинович          | 23.03.1937 — 19.03.2021 | Радиомонтажник Смоленского завода средств автоматики Министерства приборостроения, средств автоматизации и систем управления СССР                                                             | 03.01.1974      | приборостроение | *Марий Эл             | [ ГС 14 ] |
| 15 | Демидова Мария Александровна             | 14.08.1937 — 17.11.2003 | Доярка совхоза «Сычёвка» Сычёвского района Смоленской области | 22.03.1966      | сельхоз         | Сычёвский район       | [ ГС 15 ] |
| 16 | Денисенков Иван Антонович                | 15.10.1920 — 17.01.2000 | Председатель колхоза имени Радищева Гжатского района Смоленской области | 10.03.1958      | сельхоз         | Починковский район    | [ ГС 16 ] |
| 17 | Дерябин Борис Анатольевич                | 01.09.1937 — 19.12.2012 | Машинист автоскрепера Вяземского дорожно-ремонтного строительного управления Министерства строительства и эксплуатации автомобильных дорог РСФСР, Смоленская область                          | 05.03.1976      | автодор         | Ершичский район       | [ ГС 17 ] |
| 18 | Дорофеев Василий Алексеевич              | 24.12.1908 — 20.11.2012 | Председатель колхоза «Красный застрельщик» Починковского района Смоленской области | 30.06.1966      | сельхоз         | Вяземский район       | [ ГС 18 ] |
| 19 | Дугин Алексей Семёнович                  | 24.09.1904 — 12.11.1966 | Командир 1-й железнодорожной бригады, полковник | 05.11.1943      | транспорт       | *Татарстан            | [ ГС 19 ] |
| 20 | Егоров Сергей Михайлович                 | 25.12.1913 — 29.04.1969 | Первый секретарь Гжатского райкома КПСС, Смоленская область | 10.03.1958      | госуправление   | Духовщинский район    | [ ГС 20 ] |
| 21 | Егорова Мария Андреевна                  | 05.11.1920 — 01.09.2006 | Звеньевая колхоза имени М. Горького Ельнинского района Смоленской области | 10.03.1958      | сельхоз         | Ельнинский район      | [ ГС 21 ] |
| 22 | Ефимов Александр Петрович                | 12.05.1925 — 01.01.2005 | Тракторист колхоза имени Ленина Монастырщинского района Смоленской области | 08.04.1971      | сельхоз         | Монастырщинский район | [ ГС 22 ] |
| 23 | Жбанов Анатолий Васильевич               | 25.04.1922 — 23.03.1993 | Бригадир монтажников строительного управления № 2 треста «Дорогобужхимстрой» Министерства строительства СССР, Смоленская область                                                              | 07.05.1971      | строительство   | Кардымовский район    | [ ГС 23 ] |
| 24 | Иванов Георгий Тихонович                 | 05.05.1922 — 29.10.2013 | Директор совхоза «Батуринский» Холм-Жирковского района Смоленской области | 30.04.1966      | сельхоз         | Ярцевский район       | [ ГС 24 ] |
| 25 | Ильина Анна Ивановна                     | 06.12.1913 — 03.12.1992 | Доярка колхоза «Россия» Новодугинского района Смоленской области | 10.03.1958      | сельхоз         | Новодугинский район   | [ ГС 25 ] |
| 26 | Кетова Анастасия Степановна              | 14.12.1918 — 04.01.1999 | Заведующая фельдшерско-акушерским пунктом Монастырщинского района Смоленской области | 04.02.1969      | здравоохранение | *Пермский край        | [ ГС 26 ] |
| 27 | Ковалёва Татьяна Петровна                | 08.01.1912 — 20.02.1999 | Помощник мастера Ярцевского хлопчатобумажного комбината, Смоленская область | 07.03.1960      | легпром         | Ярцевский район       | [ ГС 27 ] |
| 28 | Кожевников Сергей Григорьевич            | 20.10.1926 — 25.01.1997 | Председатель колхоза имени Пушкина Гжатского района Смоленской области | 23.06.1966      | сельхоз         | Гагаринский район     | [ ГС 28 ] |
| 29 | Котова Нина Николаевна                   | 15.05.1927 — 21.09.2010 | Доярка совхоза имени Фрунзе Дорогобужского района Смоленской области | 22.03.1966      | сельхоз         | Дорогобужский район   | [ ГС 29 ] |
| 30 | Лахаева Екатерина Иосифовна              | 06.01.1928 — 09.01.2013 | Заправщица Смоленского льнокомбината Министерства лёгкой промышленности РСФСР | 09.06.1966      | легпром         | Ельнинский район      | [ ГС 30 ] |
| 31 | Логинов Василий Григорьевич              | 04.12.1921 — 15.02.1986 | Директор совхоза «Дугино» Сычёвского района Смоленской области | 30.04.1966      | сельхоз         | Краснинский район     | [ ГС 31 ] |
| 32 | Лосев Семён Фёдорович                    | 31.08.1914 — 19.03.1974 | Директор совхоза «Плосковский» Починковского района Смоленской области | 08.04.1971      | сельхоз         | *Брянская область     | [ ГС 32 ] |
| 33 | Майоров Виктор Алексеевич                | 12.01.1934 — 28.03.1974 | Бригадир строительного управления № 2 «Смоленскпромстроя», Смоленская область | 11.08.1966      | строительство   | Смоленский район      | [ ГС 33 ] |
| 34 | Масенков Константин Егорович             | 07.05.1911 — ????       | Начальник горного цеха строительного управления № 4 треста «Дорогобужшахтострой» Главцентрошахтостроя Министерства строительства предприятий угольной промышленности СССР, Смоленская область | 26.04.1957      | строительство   | *Брянская область     | [ ГС 34 ] |
| 35 | Мендерова Мария Павловна                 | 05.07.1933 — 15.09.2016 | Бригадир совхоза «Плосковский» Починковского района Смоленской области | 11.12.1973      | сельхоз         | Смоленский район      | [ ГС 35 ] |
| 36 | Морозов Александр Константинович         | 25.05.1920 — 26.07.1997 | Слесарь Смоленского строительного управления № 5 Московской железной дороги, Смоленская область                                                                                               | 04.05.1971      | транспорт       | Смоленск              | [ ГС 36 ] |
| 37 | Мухтарова Ксения Петровна                | 08.02.1898 — 12.11.1988 | Звеньевая колхоза «Ленинский путь» Гжатского района Смоленской области | 16.03.1949      | сельхоз         | Гагаринский район     | [ ГС 37 ] |
| 38 | Новиков Николай Николаевич               | 09.05.1908 — 03.08.1944 | Начальник головного ремонтного восстановительного поезда № 5, Смоленская область | 05.11.1943      | транспорт       | Смоленск              | [ ГС 38 ] |
| 39 | Овчинникова Нина Афанасьевна             | 23.02.1930 — 20.02.1991 | Доярка колхоза имени Радищева Гагаринского района Смоленской области | 08.04.1971      | сельхоз         | Монастырщинский район | [ ГС 39 ] |
| 40 | Прудников Владимир Николаевич            | 27.05.1911 — 17.07.1982 | Машинист паровозного депо Вязьма Калининской железной дороги, Смоленская область | 01.08.1959      | транспорт       | Вяземский район       | [ ГС 40 ] |
| 41 | Романов Анатолий Денисович               | 23.07.1932 — 05.01.2009 | Бригадир слесарей-сборщиков Смоленского авиационного завода Министерства авиационной промышленности СССР                                                                                      | 26.04.1971      | машиностроение  | Смоленск              | [ ГС 41 ] |
| 42 | Рощина Анна Антиповна                    | 14.03.1896 — 1983       | Телятница колхоза «Вперёд к социализму» Сычёвского района Смоленской области | 13.08.1949      | сельхоз         | Гагаринский район     | [ ГС 42 ] |
| 43 | Савушкина Ксения Павловна                | 24.01.1906 — 09.09.1994 | Доярка колхоза имени Радищева Гжатского района Смоленской области | 10.03.1958      | сельхоз         | Гагаринский район     | [ ГС 43 ] |
| 44 | Сенченкова Лия Григорьевна               | 07.01.1927 — 23.03.2003 | Учительница Сафоновской школы-интерната Сафоновского района Смоленской области | 01.07.1968      | образование     | Ярцевский район       | [ ГС 44 ] |
| 45 | Сергеева Анна Борисовна                  | 10.03.1928 — 21.03.2012 | Звеньевая колхоза имени Урицкого Сафоновского района Смоленской области | 08.04.1971      | сельхоз         | Сафоновский район     | [ ГС 45 ] |
| 46 | Слабковский Иван Кононович               | 22.07.1918 — 15.10.2007 | Председатель колхоза имени Сталина Сычёвского района Смоленской области | 10.03.1958      | сельхоз         | *Полтавская область   | [ ГС 46 ] |
| 47 | Соловьёва Евгения Фёдоровна              | 25.12.1918 — 17.12.2007 | Трактористка совхоза «Ивановский» Рославльского района Смоленской области | 30.04.1966      | сельхоз         | Рославльский район    | [ ГС 47 ] |
| 48 | Стебнева Людмила Титовна                 | 23.10.1937 — 16.03.2017 | Доярка племзавода имени Коминтерна Починковского района Смоленской области | 10.02.1975      | сельхоз         | Починковский район    | [ ГС 48 ] |
| 49 | Стрелков Николай Михайлович              | 15.05.1929 — 05.11.1998 | Бригадир слесарей-монтажников строительного управления № 4 треста «Дорогобужхимстрой» Министерства строительства СССР, Смоленская область                                                     | 08.01.1974      | строительство   | Сафоновский район     | [ ГС 49 ] |
| 50 | Тимофеев Анатолий Александрович          | род. 25.12.1934         | Председатель колхоза «Россия» Починковского района Смоленской области | 29.08.1986      | сельхоз         | Смоленск              | [ ГС 50 ] |
| 51 | Тюрин Николай Максимович                 | 08.11.1923 — 29.12.1990 | Директор совхоза «Родоманово» Гагаринского района Смоленской области | 11.12.1973      | сельхоз         | Краснинский район     | [ ГС 51 ] |
| 52 | Фролова Зоя Алимпиевна                   | 13.02.1929 — 28.02.2003 | Телятница колхоза «Вперёд к социализму» Сычёвского района Смоленской области | 11.07.1950      | сельхоз         | Сычёвский район       | [ ГС 52 ] |
| 53 | Шарикова Татьяна Васильевна              | 14.12.1909 — 11.10.1982 | Овцевод колхоза имени Куйбышева Сафоновского района Смоленской области | 22.03.1966      | сельхоз         | Сафоновский район     | [ ГС 53 ] |
| 54 | Шебалдова Елизавета Ивановна             | 15.04.1900 — 25.11.1962 | Звеньевая колхоза имени Кирова Семлёвского района Смоленской области | 10.03.1958      | сельхоз         | Вяземский район       | [ ГС 54 ] |
| 55 | Шевцов Анатолий Егорович                 | род. 15.08.1933         | Директор Рославльского льнозавода Министерства текстильной промышленности РСФСР, Смоленская область                                                                                           | 08.08.1989      | легпром         | *Брянская область     | [ ГС 55 ] |
| 56 | Шиков Анатолий Иванович                  | 23.08.1938 — 24.12.2002 | Звеньевой колхоза «Ленинская искра» Рославльского района Смоленской области | 06.06.1984      | сельхоз         | Рославльский район    | [ ГС 56 ] |
| 57 | Шкурлов Николай Матвеевич                | 22.05.1924 — 31.01.1991 | Директор Талашкинской птицефабрики имени 60-летия Союза ССР Смоленского района Смоленской области                                                                                             | 08.10.1990      | сельхоз         | Починковский район    | [ ГС 57 ] |
| 58 | Эльгудин Леонид Вениаминович             | 01.04.1925 — 07.01.1997 | Председатель колхоза «Советская Армия» Рославльского района Смоленской области | 23.12.1976      | сельхоз         | *Могилёвская область  | [ ГС 58 ] |
| 59 | Якуненков Пётр Устинович                 | 25.10.1928 — 29.11.1990 | Бригадир колхоза «Советская Россия» Руднянского района Смоленской области | 23.06.1966      | сельхоз         | Руднянский район      | [ ГС 59 ] |

## Уроженцы Смоленской области, удостоенные звания Героя Социалистического Труда в других регионах СССР
| № | Фамилия, имя, отчество    | Даты жизни              | Деятельность | Дата присвоения       | Отрасль        | Район рождения    | ГС       |
| - | ------------------------- | ----------------------- | --- | --------------------- | -------------- | ----------------- | -------- |
| 1 | Лавочкин Семён Алексеевич | 11.09.1900 — 09.06.1960 | Главный конструктор ОКБ-301 Министерства авиационной промышленности СССР, Московская область | 21.06.1943 20.04.1956 | машиностроение | Смоленск          | [ ГС 1 ] |
| 2 | Тихонов Андрей Николаевич | 30.10.1906 — 07.10.1993 | Академик Академии наук СССР, директор Института прикладной математики имени М. В. Келдыша АН СССР, заведующий кафедрой математической физики Московского государственного университета имени М. В. Ломоносова | 04.01.1954 29.10.1986 | наука          | Гагаринский район | [ ГС 2 ] |

| №   | Фамилия, имя, отчество                 | Даты жизни              | Деятельность | Дата присвоения | Отрасль               | Место рождения        | ГС         |
| --- | -------------------------------------- | ----------------------- | --- | --------------- | --------------------- | --------------------- | ---------- |
| 1   | Аверьянов Иван Фёдорович               | род. 27.03.1930         | Электросварщик Донецкого завода точного машиностроения Министерства машиностроения СССР | 16.01.1974      | машиностроение        | Демидовский район     | [ ГС 3 ]   |
| 2   | Агеев Иван Александрович               | 07.11.1929 — 18.09.1977 | Капитан большого морозильного рыболовного траулера «Юхан Сютисте» Эстонской рыбопромышленной экспедиционной базы, гор. Таллин                                                                                         | 26.06.1961      | рыбхоз                | Рославльский район    | [ ГС 4 ]   |
| 3   | Азаренков Семён Сергеевич              | род. 19.02.1920         | Машинист тепловоза локомотивного депо Шилка Забайкальской железной дороги, Читинская область | 04.08.1966      | транспорт             | Ельнинский район      | [ ГС 5 ]   |
| 4   | Азаров Василий Иванович                | 03.01.1921 — 14.08.2006 | Слесарь-сборщик механического завода Конструкторского бюро прикладной механики Министерства общего машиностроения СССР, Красноярский край                                                                             | 11.10.1974      | машиностроение        | Вяземский район       | [ ГС 6 ]   |
| 5   | Александров Николай Александрович      | 09.08.1922 — 30.12.1990 | Старший табунщик конного завода № 168 Ставропольского края | 17.07.1952      | сельхоз               | Новодугинский район   | [ ГС 7 ]   |
| 6   | Алексанкин Яков Васильевич             | 15.06.1923 — 19.03.1991 | Председатель колхоза имени Калинина Несвижского района Минской области | 06.06.1984      | сельхоз               | Ершичский район       | [ ГС 8 ]   |
| 7   | Андреев Андрей Александрович           | 18.05.1907 — 18.03.1999 | Управляющий трестом «Сибэлектромонтаж» Министерства монтажных и специальных строительных работ СССР, гор. Новосибирск                                                                                                 | 07.05.1971      | строительство         | Смоленск              | [ ГС 9 ]   |
| 8   | Андрюхина Мария Фёдоровна              | 15.01.1916 — 16.06.2004 | Стерженщица Бежицкого сталелитейного завода Брянского совнархоза | 07.03.1960      | металлургия           | Краснинский район     | [ ГС 10 ]  |
| 9   | Анищенков Николай Иванович             | 10.01.1926 — 08.07.1997 | Сталевар мартеновского цеха завода «Красное Сормово» имени А. А. Жданова Горьковского совнархоза | 19.07.1958      | металлургия           | Духовщинский район    | [ ГС 11 ]  |
| 10  | Барановский Михаил Тимофеевич          | 1912—1970               | Бригадир колхоза имени Будённого Сосновского района Челябинской области | 14.07.1951      | сельхоз               | Смоленский район      | [ ГС 12 ]  |
| 11  | Барулина Юлия Титовна                  | род. 16.05.1937         | Стерженщица Московского автомобильного завода имени Лихачёва Министерства автомобильной промышленности СССР | 17.05.1977      | машиностроение        | Починковский район    | [ ГС 13 ]  |
| 12  | Белов Александр Фёдорович              | 15.03.1906 — 24.12.1991 | Директор Всесоюзного научно-исследовательского института технологии лёгких и специальных сплавов Министерства авиационной промышленности СССР, гор. Москва                                                            | 22.07.1966      | машиностроение        | Гагаринский район     | [ ГС 14 ]  |
| 13  | Беспалова Елена Андреевна              | 23.04.1923 — 13.04.2000 | Оператор связи Московского почтамта Министерства связи СССР | 13.05.1977      | связь                 | Ельнинский район      | [ ГС 15 ]  |
| 14  | Бизюков Иван Егорович                  | 22.08.1919 — 07.12.1999 | Командир отделения минно-подрывного взвода 82-го отдельного восстановительного железнодорожного батальона 17-й железнодорожной бригады                                                                                | 05.11.1943      | транспорт             | Рославльский район    | [ ГС 16 ]  |
| 15  | Битный Михаил Антонович                | 30.08.1919 — 26.02.2002 | Директор Алма-Атинского завода тяжёлого машиностроения Министерства тяжёлого, энергетического и транспортного машиностроения СССР                                                                                     | 09.07.1966      | машиностроение        | Смоленский район      | [ ГС 17 ]  |
| 16  | Будников Пётр Петрович                 | 21.10.1885 — 16.12.1968 | Заведующий кафедрой Московского химико-технологического института имени Д. И. Менделеева, член-корреспондент Академии наук СССР                                                                                       | 23.10.1965      | наука                 | Смоленск              | [ ГС 18 ]  |
| 17  | Букин Сергей Григорьевич               | 29.06.1918 — 21.05.1998 | Бригадир монтажников Куйбышевского монтажного управления треста «Металлургпрокатмонтаж» Министерства строительства РСФСР                                                                                              | 17.10.1960      | строительство         | Смоленск              | [ ГС 19 ]  |
| 18  | Бурлаков Иван Ефимович                 | 18.01.1914 — 1998       | Кузнец Невского машиностроительного завода имени В. И. Ленина Министерства тяжёлого машиностроения СССР, гор. Ленинград                                                                                               | 15.01.1957      | машиностроение        | Демидовский район     | [ ГС 20 ]  |
| 19  | Валуев Евгений Трофимович              | 19.04.1939 — 22.09.2017 | Бригадир монтажников Первого Череповецкого специализированного строительно-монтажного управления треста «Череповецстальконструкция» Министерства монтажных и специальных строительных работ СССР, Вологодская область | 04.06.1980      | строительство         | Ярцевский район       | [ ГС 21 ]  |
| 20  | Васильева Вия Емельяновна              | род. 1931               | Ткачиха Рижского производственного шерстяного объединения «Ригас текстилс» Министерства лёгкой промышленности Латвийской ССР                                                                                          | 17.03.1981      | легпром               |                       | [ ГС 22 ]  |
| 21  | Векшин Павел Терентьевич               | 24.09.1936 — ????       | Сталевар Череповецкого металлургического завода Министерства чёрной металлургии СССР, Вологодская область | 30.03.1971      | металлургия           | Смоленская область    | [ ГС 23 ]  |
| 22  | Верещагин Вячеслав Никифорович         | 03.06.1923 — 27.07.2005 | Бригадир колхоза «Искра» Тимашёвского района Краснодарского края | 23.06.1966      | сельхоз               | Шумячский район       | [ ГС 24 ]  |
| 23  | Владимиров Николай Фёдорович           | 18.12.1929 — 22.04.1981 | Бригадир каменщиков треста «Ефремовхимстрой» Министерства промышленного строительства СССР, Ефремовский район Тульской области                                                                                        | 05.04.1971      | строительство         | Сафоновский район     | [ ГС 25 ]  |
| 24  | Волков Николай Кузьмич                 | 12.08.1934 — 07.07.2000 | Сборщик покрышек шинного завода Ленинградского производственного объединения «Красный треугольник» Министерства нефтеперерабатывающей и нефтехимической промышленности СССР                                           | 15.01.1974      | химнефтепром          | Руднянский район      | [ ГС 26 ]  |
| 25  | Воропаев Иван Данилович                | 27.01.1913 — 05.07.2002 | Слесарь треста «Моссантехстрой» № 1 Главмосстроя, гор. Москва | 01.02.1957      | строительство         | Вяземский район       | [ ГС 27 ]  |
| 26  | Галочкина Надежда Павловна             | 30.09.1903 — 10.02.1975 | Доярка овощного совхоза «Бодрое» Министерства мясной и молочной промышленности СССР, Сокольнический район Московской области                                                                                          | 03.09.1949      | сельхоз               | Смоленская область    | [ ГС 28 ]  |
| 27  | Глебов Афанасий Васильевич             | 16.01.1902 — 1997       | Поездной вагонный мастер колонны особого резерва № 7 | 05.11.1943      | транспорт             | Рославльский район    | [ ГС 29 ]  |
| 28  | Голубев Иван Петрович                  | 21.6.1917 — 15.12.1985  | Начальник комбината «Ждановстрой», Днепропетровская область | 11.08.1966      | строительство         | Кардымовский район    | [ ГС 30 ]  |
| 29  | Грасенков Сергей Иванович              | 06.09.1930 — 1998       | Бригадир колхоза «Россия» Джанкойского района Крымской области | 07.07.1986      | сельхоз               | Угранский район       | [ ГС 31 ]  |
| 30  | Гришанов Василий Фёдорович             | род. 25.10.1928         | Бригадир комплексной бригады строительного управления Прибалтийской ГРЭС треста «Севзапэнергострой» Министерства энергетики и электрификации СССР, Эстонская ССР                                                      | 04.10.1966      | энергетика            | Ершичский район       |            |
| 31  | Гурин Иван Иванович                    | 20.11.1933 — 01.02.2014 | Бригадир комплексной бригады строительного управления «Промстрой» № 3 треста «Донецкметаллургстрой», Донецкая область                                                                                                 | 10.04.1975      | металлургия           | Угранский район       | [ ГС 32 ]  |
| 32  | Гусаров Михаил Гаврилович              | 25.09.1908 — 31.07.1980 | Сталевар мартеновского цеха металлургического завода «Серп и молот» Московского городского совнархоза | 19.07.1958      | металлургия           | Гагаринский район     | [ ГС 33 ]  |
| 33  | Гусаров Пётр Леонтьевич                | 1909 — ????             | Мастер участка механического цеха завода «Таджиктекстильмаш» Среднеазиатского совнархоза, Таджикская ССР | 03.04.1965      | машиностроение        |                       |            |
| 34  | Даниленко Нина Фёдоровна               | 05.10.1937 — 09.2003    | Свинарка колхоза «XXI съезд КПСС» Мстиславского района Могилёвской области | 06.09.1973      | сельхоз               | Шумячский район       | [ ГС 34 ]  |
| 35  | Демиденко Мария Никитична              | 25.04.1925 — 08.04.2012 | Заведующая свиноводческой фермой колхоза «XXI съезд КПСС» Мстиславского района Могилёвской области | 22.03.1966      | сельхоз               | Шумячский район       | [ ГС 35 ]  |
| 36  | Демченков Иван Дмитриевич              | 26.08.1926 — 28.06.2016 | Проходчик горных выработок шахты № 12 комбината «Новомосковскуголь» Министерства угольной промышленности СССР, Тульская область                                                                                       | 30.03.1971      | углепром              | Ельнинский район      | [ ГС 36 ]  |
| 37  | Доброхотов Василий Александрович       | 29.12.1913 — 07.08.2002 | Слесарь-механик Московского приборостроительного завода «Манометр» Министерства приборостроения, средств автоматизации и систем управления СССР                                                                       | 02.07.1966      | приборостроение       | Гагаринский район     | [ ГС 37 ]  |
| 38  | Дралкина Виктория Ефимовна             | род. 21.12.1926         | Председатель колхоза «Свободный труд» Борисовского района Белгородской области | 08.04.1971      | сельхоз               | Рославльский район    | [ ГС 38 ]  |
| 39  | Дроздов Анатолий Семёнович             | 05.11.1930 — 06.09.1996 | Бригадир комплексной бригады управления механизации Читинского управления строительства, Читинская область | 11.08.1966      | строительство         | Смоленский район      | [ ГС 39 ]  |
| 40  | Дружинин Фёдор Васильевич              | 26.02.1930 — 16.08.2004 | Составитель поездов станции Карымская Забайкальской железной дороги, Читинская область | 02.04.1981      | транспорт             | Угранский район       | [ ГС 40 ]  |
| 41  | Дубнов Аркадий Алексеевич              | род. 05.08.1931         | Бригадир прессовщиков Ленинградского производственного объединения по обработке цветных металлов «Красный выборжец» Министерства цветной металлургии СССР                                                             | 25.09.1979      | металлургия           | Монастырщинский район | [ ГС 41 ]  |
| 42  | Дюдюкина Анна Петровна                 | 17.07.1934 — 10.01.2020 | Доярка госплемзавода «Коммунарка» Ленинского района Московской области | 06.09.1973      | сельхоз               | Угранский район       | [ ГС 42 ]  |
| 43  | Евстафьев Николай Павлович             | 19.07.1925 — 28.06.1993 | Директор Балашихинского литейно-механического завода Министерства авиационной промышленности СССР, Московская область                                                                                                 | 14.06.1985      | машиностроение        | Новодугинский район   | [ ГС 43 ]  |
| 44  | Егоров Вениамин Васильевич             | 15.01.1933 — 19.02.1983 | Мастер бумагоделательной машины Кондопожского целлюлозно-бумажного комбината Министерства лесной, целлюлозно-бумажной и деревообрабатывающей промышленности СССР, Карельская АССР                                     | 17.09.1966      | леспром               | Медынский район       | [ ГС 44 ]  |
| 45  | Егоров Вячеслав Константинович         | 02.03.1928 — 01.11.1993 | Управляющий трестом «Апатитстрой» Министерства строительства предприятий тяжёлой индустрии СССР, Мурманская область                                                                                                   | 05.04.1971      | строительство         | Смоленская область    | [ ГС 45 ]  |
| 46  | Егоров Вячеслав Петрович               | 27.01.1908 — 16.10.1986 | Начальник Свердловской железной дороги, гор. Свердловск | 01.08.1959      | транспорт             | Ельнинский район      | [ ГС 46 ]  |
| 47  | Егоров Павел Алексеевич                | 25.08.1928 — 04.12.2001 | Заместитель командира Отдельного авиационного отряда гражданской авиации по инженерно-авиационной службе Министерства гражданской авиации СССР, гор. Москва                                                           | 04.02.1983      | транспорт             | Вяземский район       | [ ГС 47 ]  |
| 48  | Емельянова Ксения Ильинична            | 01.01.1912 — 22.05.1992 | Свинарка колхоза «Путь Ленина» Мелитопольского района Запорожской области | 22.03.1966      | сельхоз               | Рославльский район    | [ ГС 48 ]  |
| 49  | Ерёмин Владимир Харитонович            | 02.03.1929 — 08.07.2007 | Старший дорожный мастер Московско-Ярославской дистанции пути Московской железной дороги, гор. Москва | 04.08.1966      | транспорт             | Ярцевский район       | [ ГС 49 ]  |
| 50  | Ерыженко Нина Алексеевна               | 20.11.1927 — 03.01.2008 | Звеньевая семеноводческого звена совхоза имени Нансена Министерства совхозов СССР, Апостоловский район Днепропетровской области                                                                                       | 20.08.1949      | сельхоз               | Вяземский район       | [ ГС 50 ]  |
| 51  | Ефремов Михаил Евдокимович             | 15.05.1934 — 2004       | Горнорабочий очистного забоя шахты «Коммунист-Новая» комбината «Шахтёрскантрацит» Министерства угольной промышленности Украинской ССР, Донецкая область                                                               | 30.03.1971      | углером               | Рославльский район    | [ ГС 51 ]  |
| 52  | Загараева Галина Сергеевна             | 01.01.1937 — 15.11.2021 | Помощник мастера Ленинградской прядильной фабрики «Веретено» Министерства текстильной промышленности РСФСР | 17.03.1981      | легпром               | Угранский район       | [ ГС 52 ]  |
| 53  | Зайцев Николай Константинович          | 1913 — ????             | Начальник полярной станции Тиксинского районного радиометцентра, Якутская АССР | 03.08.1960      | полярники             | Глинковский район     | [ ГС 53 ]  |
| 54  | Зайцева Пелагея Фоминична              | 10.11.1905 — 02.05.1980 | Доярка совхоза «Константиново» Подольского района Московской области | 30.01.1957      | сельхоз               | Угранский район       | [ ГС 54 ]  |
| 55  | Залипаев Михаил Дмитриевич             | род. 1927               | Бригадир сталеваров Одесского завода тяжёлого краностроения имени Январского восстания Министерства строительного, дорожного и коммунального машиностроения СССР                                                      | 23.07.1966      | машиностроение        |                       |            |
| 56  | Захаренков Александр Дмитриевич        | 18.02.1921 — 25.03.1989 | Главный конструктор НИИ-1011 Министерства среднего машиностроения СССР, Челябинская область | 17.06.1961      | машиностроение        | Смоленск              | [ ГС 55 ]  |
| 57  | Зверев Алексей Васильевич              | 18.03.1911 — 13.08.2002 | Мастер Оршанского района электросетей Витебскэнерго Министерства энергетики и электрификации СССР, Витебская область                                                                                                  | 04.10.1966      | энергетика            | Краснинский район     | [ ГС 56 ]  |
| 58  | Иванов Михаил Григорьевич              | 28.09.1909 — 31.05.1981 | Директор Майкопской МТС Адыгейской автономной области | 06.05.1948      | сельхоз               | Холм-Жирковский район | [ ГС 57 ]  |
| 59  | Иванова Анастасия Ивановна             | род. 19.09.1929         | Бригадир совхоза «Башмаковский» Башмаковского района Пензенской области | 22.03.1966      | сельхоз               | Новодугинский район   | [ ГС 58 ]  |
| 60  | Иванюта Анна Логвиновна                | 03.09.1929 — 2008       | Звеньевая колхоза «Россия» Толочинского района Витебской области | 30.04.1966      | сельхоз               | Ярцевский район       | [ ГС 59 ]  |
| 61  | Измайлов Фёдор Феоктистович            | 1900—1980               | Заведующий отделом сельского хозяйства Янги-Юльского района Ташкентской области | 18.05.1949      | сельхоз               |                       |            |
| 62  | Ильина Елена Никоновна                 | 21.06.1927 — 11.04.2001 | Свинарка колхоза «Заря» Курганинского района Краснодарского края | 06.09.1973      | сельхоз               | Шумячский район       | [ ГС 60 ]  |
| 63  | Исаковский Михаил Васильевич           | 19.01.1900 — 20.07.1973 | Поэт, общественный деятель, гор. Москва | 19.01.1970      | культура              | Угранский район       | [ ГС 61 ]  |
| 64  | Казакевич Аркадий Викентьевич          | 16.08.1918 — 15.11.1979 | Директор Днепропетровского шинного завода Министерства нефтеперерабатывающей и нефтехимической промышленности СССР | 20.04.1971      | химнефтепром          | Вяземский район       | [ ГС 62 ]  |
| 65  | Кандалов Александр Константинович      | 1933 — ????             | Бригадир комплексной бригады строительно-монтажного поезда № 198 треста «Красноярсктрансстрой» Министерства транспортного строительства СССР, Красноярский край                                                       | 02.06.1962      | строительство         | Смоленский район      | [ ГС 63 ]  |
| 66  | Картавенков Валерий Иванович           | 09.01.1930 — 29.07.1992 | Вырубщик Ишимской обувной фабрики Министерства лёгкой промышленности РСФСР, Тюменская область | 05.04.1971      | легпром               | Вяземский район       | [ ГС 64 ]  |
| 67  | Касандрицкая Вера Семёновна            | 13.09.1931 — 25.12.2019 | Прядильщица Краснодарского хлопчатобумажного комбината Министерства лёгкой промышленности РСФСР | 05.04.1971      | легпром               |                       | [ ГС 65 ]  |
| 68  | Кильдишева Клавдия Сергеевна           | 06.03.1917 — 02.05.1994 | Заместитель главного конструктора Московского машиностроительного завода «Скорость» по научно-исследовательским работам Министерства авиационной промышленности СССР, гор. Москва                                     | 23.06.1981      | машиностроение        | Вяземский район       | [ ГС 66 ]  |
| 69  | Кириллов Пётр Михайлович               | 22.06.1922 — 26.05.2008 | Главный конструктор Московского конструкторского бюро «Стрела» Министерства радиопромышленности СССР | 19.09.1968      | радиоэлектронпром     | Вяземский район       | [ ГС 67 ]  |
| 70  | Ковалёв Александр Поликарпович         | род. 20.03.1926         | Бригадир монтажников мостопоезда № 428 мостостроительного отряда № 77 мостостроительного треста № 6 Министерства транспортного строительства СССР, гор. Ленинград                                                     | 07.05.1971      | строительство         | Сычёвский район       | [ ГС 68 ]  |
| 71  | Колотыркин Яков Михайлович             | 14.11.1910 — 02.11.1995 | Директор Научно-исследовательского физико-химического института имени Л. Я. Карпова Академии наук СССР, академик АН СССР, гор. Москва                                                                                 | 13.11.1980      | наука                 | Ярцевский район       | [ ГС 69 ]  |
| 72  | Колядо Владимир Наумович               | 22.05.1908 — 25.04.1987 | Директор Пензенского часового завода Министерства приборостроения, средств автоматизации и систем управления СССР | 20.04.1971      | приборостроение       | Смоленск              | [ ГС 70 ]  |
| 73  | Комаров Фёдор Иванович                 | 26.08.1920 — 25.01.2020 | Начальник Центрального военно-медицинского управления Министерства обороны СССР, генерал-полковник медицинской службы, академик Академии медицинских наук СССР, гор. Москва                                           | 25.08.1980      | наука                 | Смоленск              | [ ГС 71 ]  |
| 74  | Комзин Иван Васильевич                 | 29.06.1905 — 27.03.1983 | Начальник управления строительства «Куйбышевгидрострой» Министерства электростанций СССР, генерал-майор инженерно-технической службы в отставке, гор. Москва                                                          | 09.08.1958      | энергетика            | Вяземский район       | [ ГС 72 ]  |
| 75  | Кондратенко Анатолий Борисович         | 06.08.1928 — 19.03.2003 | Директор Калушского производственного объединения «Хлорвинил» имени 60-летия Великой Октябрьской социалистической революции Министерства химической промышленности СССР, Ивано-Франковская область                    | 06.04.1981      | химпром               | Смоленск              | [ ГС 73 ]  |
| 76  | Конёнков Сергей Тимофеевич             | 10.07.1874 — 10.12.1971 | Скульптор, народный художник СССР, гор. Москва | 10.07.1964      | культура              | Рославльский район    | [ ГС 74 ]  |
| 77  | Корочкин Алексей Тимофеевич            | 15.04.1932 — 1999       | Прессовщик Уральского завода асбестовых технических изделий Министерства нефтеперерабатывающей и нефтехимической промышленности СССР, гор. Асбест Свердловской области                                                | 20.04.1971      | химнефтепром          | Новодугинский район   | [ ГС 75 ]  |
| 78  | Корсакова Вера Васильевна              | 17.10.1920 — 11.2022    | Раскройщица Новосибирского кожевенно-обувного комбината Министерства лёгкой промышленности РСФСР | 09.06.1966      | легпром               | Стодолищенский район  | [ ГС 76 ]  |
| 79  | Коршунов Михаил Леонтьевич             | 03.10.1921 — 23.04.1995 | Маневровый диспетчер станции Ленинград-Сортировочный-Московский Октябрьской железной дороги, гор. Ленинград | 01.08.1959      | транспорт             | Монастырщинский район | [ ГС 77 ]  |
| 80  | Косенков Александр Фёдорович           | 03.03.1915 — ????       | Проходчик шахтоуправления № 2 треста «Первомайскуголь» Министерства угольной промышленности Украинской ССР, Ворошиловградская область                                                                                 | 26.04.1957      | углепром              | Ельнинский район      | [ ГС 78 ]  |
| 81  | Котов Павел Григорьевич                | 03.01.1911 — 12.01.2007 | Заместитель Главнокомандующего ВМФ СССР по кораблестроению и вооружению — начальник кораблестроения и вооружения ВМФ СССР, адмирал-инженер, гор. Москва                                                               | 31.12.1980      | оборонпром            | Новодугинский район   | [ ГС 79 ]  |
| 82  | Котова Надежда Наумовна                | 03.04.1926 — 24.09.1980 | Доярка совхоза «Пильненский» Красногорского района Алтайского края | 22.03.1966      | сельхоз               | Ярцевский район       | [ ГС 80 ]  |
| 83  | Кошкин Лев Николаевич                  | 25.10.1912 — 08.04.1992 | Начальник и главный конструктор Конструкторского бюро автоматических линий Министерства оборонной промышленности СССР, гор. Климовск Московской области                                                               | 11.10.1982      | оборонпром            | Вяземский район       | [ ГС 81 ]  |
| 84  | Кревин Валерий Петрович                | род. 31.05.1929         | Бригадир комплексной бригады строительного треста № 16 Главленинградстроя, гор. Ленинград | 17.07.1980      | строительство         | Демидовский район     | [ ГС 82 ]  |
| 85  | Кудинов Григорий Филиппович            | 23.01.1909 — 06.03.1981 | Проходчик шахты № 3 Сокологоровка комбината «Ворошиловградуголь» Министерства угольной промышленности западных районов СССР, Ворошиловградская область                                                                | 28.08.1948      | углепром              | Ершичский район       | [ ГС 83 ]  |
| 86  | Лайков Иван Кузьмич                    | 1923 — ????             | Директор совхоза «Победа» Вулканештского района Молдавской ССР | 08.12.1973      | сельхоз               | Смоленский район      | [ ГС 84 ]  |
| 87  | Лаптева Наталья Фёдоровна              | род. 14.09.1920         | Ткачиха комбината тонких и технических сукон имени Тельмана Министерства лёгкой промышленности РСФСР, гор. Ленинград                                                                                                  | 09.06.1966      | легпром               | Гагаринский район     | [ ГС 85 ]  |
| 88  | Лебедев Михаил Петрович                | 21.11.1920 — 24.04.1992 | Слесарь-инструментальщик Сарапульского электрогенераторного завода Министерства авиационной промышленности СССР, Удмуртская АССР                                                                                      | 26.04.1971      | машиностроение        | Вяземский район       | [ ГС 86 ]  |
| 89  | Лобанов Николай Александрович          | 06.12.1904 — 09.06.1987 | Директор племенного совхоза «Октябрьский» Кемеровского района Кемеровской области | 22.03.1966      | сельхоз               | Монастырщинский район | [ ГС 87 ]  |
| 90  | Лукашов Андрей Васильевич              | 10.03.1912 — 08.11.1987 | Комбайнёр Ленинградской МТС Краснодарского края | 28.05.1952      | сельхоз               | Дорогобужский район   | [ ГС 88 ]  |
| 91  | Макаревский Александр Иванович         | 16.04.1904 — 11.05.1979 | Начальник Центрального аэрогидродинамического института имени Н. Е. Жуковского Министерства авиационной промышленности СССР, Московская область                                                                       | 12.07.1957      | машиностроение        | Ярцевский район       | [ ГС 89 ]  |
| 92  | Малофеев Павел Родионович              | 31.12.1910 — 29.10.1983 | Директор Уралмашзавода имени С. Орджоникидзе Министерства тяжёлого, транспортного и энергетического машиностроения СССР, гор. Свердловск                                                                              | 09.07.1966      | машиностроение        | Ельнинский район      | [ ГС 90 ]  |
| 93  | Маркин Ефим Федосеевич                 | 30.03.1917 — 28.09.2014 | Директор совхоза «Орджоникидзевский», гор. Свердловск | 11.12.1973      | сельхоз               | Починковский район    | [ ГС 91 ]  |
| 94  | Марусев Иван Тимофеевич                | 31.07.1936 — 22.01.2014 | Капитан-механик теплохода «Иван Назаров» Енисейского речного пароходства Министерства речного флота РСФСР, гор. Красноярск                                                                                            | 16.01.1974      | транспорт             | Духовщинский район    | [ ГС 92 ]  |
| 95  | Матвеев Гавриил Алексеевич             | 23.02.1918 — 17.01.2009 | Директор Центрального научно-исследовательского института имени академика Крылова, профессор, гор. Ленинград | 16.12.1981      | машиностроение        | Вяземский район       | [ ГС 93 ]  |
| 96  | Матюк Николай Захарович                | 27.10.1909 — 12.02.2007 | Главный конструктор Опытно-конструкторского бюро № 155 Министерства авиационной промышленности СССР, гор. Москва | 12.07.1957      | машиностроение        | Руднянский район      | [ ГС 94 ]  |
| 97  | Меркулов Юрий Степанович               | 15.01.1932 — 26.01.1999 | Формовщик Днепропетровского завода металлургического оборудования Министерства тяжёлого, энергетического и транспортного машиностроения СССР                                                                          | 09.07.1966      | машиностроение        | Смоленский район      | [ ГС 95 ]  |
| 98  | Микайлова Анастасия Васильевна         | 10.11.1931 — 05.06.2019 | Оператор машинного доения племсовхоза «Ворсино» Боровского района Калужской области | 23.12.1976      | сельхоз               | Тёмкинский район      | [ ГС 96 ]  |
| 99  | Митрушенко Иван Ефимович               | 11.06.1919 — 28.01.1977 | Начальник участка шахты № 4/6 комбината «Челябинскуголь» Министерства угольной промышленности восточных районов СССР, Челябинская область                                                                             | 28.08.1948      | углепром              | Смоленский район      | [ ГС 97 ]  |
| 100 | Морозов Иван Васильевич                | 21.09.1926 — 26.08.2021 | Токарь Ленинградского металлического завода имени XXII съезда КПСС Министерства тяжёлого, энергетического и транспортного машиностроения СССР                                                                         | 09.07.1966      | машиностроение        | Холм-Жирковский район | [ ГС 98 ]  |
| 101 | Моховиков Василий Васильевич           | род. 23.08.1929         | Машинист горного комбайна шахты № 21 комбината «Тулауголь» Министерства угольной промышленности СССР, Тульская область                                                                                                | 30.03.1971      | углепром              | Хиславичский район    | [ ГС 99 ]  |
| 102 | Мощенков Владимир Николаевич           | 15.08.1940 — 17.02.2024 | Бригадир слесарей Московского экспериментального завода древесностружечных плит и деталей Министерства лесной, целлюлозно-бумажной и деревообрабатывающей промышленности СССР, гор. Химки Московской области          | 19.03.1981      | леспром               | Ельнинский район      | [ ГС 100 ] |
| 103 | Мухин Николай Дмитриевич               | 15.02.1907 — 03.03.1996 | Заместитель директора Белорусского научно-исследовательского института земледелия, гор. Минск | 12.12.1973      | наука                 | Починковский район    | [ ГС 101 ] |
| 104 | Нечаева Нина Трофимовна                | 14.12.1909 — 31.05.1996 | Заведующая сектором экологии и биологии растений Института пустынь Академии наук Туркменской ССР, академик АН Туркменской ССР, гор. Ашхабад                                                                           | 13.03.1969      | наука                 | Смоленск              | [ ГС 102 ] |
| 105 | Никеев Дмитрий Ильич                   | 23.10.1907 — 08.02.1978 | Директор Марийской государственной сельскохозяйственной опытной станции, Медведевский район Марийской АССР | 11.12.1973      | сельхоз               | Рославльский район    | [ ГС 103 ] |
| 106 | Никитенко Кузьма Ефимович              | 10.12.1885 — 15.12.1963 | Начальник участка шахты имени Карла Маркса треста «Орджоникидзеуголь» Министерства угольной промышленности Украинской ССР, Сталинская область                                                                         | 26.04.1957      | углепром              | Починковский район    | [ ГС 104 ] |
| 107 | Никоноров Николай Тимофеевич           | род. 14.08.1927         | Горнорабочий очистного забоя шахты «Гуковская» № 1 комбината «Гуковуголь» Министерства угольной промышленности СССР, Ростовская область                                                                               | 30.03.1971      | углепром              | Смоленский район      | [ ГС 105 ] |
| 108 | Никулин Юрий Владимирович              | 18.12.1921 — 21.08.1997 | Директор — художественный руководитель Московского государственного цирка на Цветном бульваре | 27.12.1990      | культура              | Демидовский район     | [ ГС 106 ] |
| 109 | Овчинников Михаил Иванович             | 23.11.1924 — 04.04.2006 | Электромонтажник сборочного цеха Машиностроительного завода имени М. В. Хруничева Министерства общего машиностроения СССР, гор. Москва                                                                                | 12.08.1976      | машиностроение        | Смоленская область    | [ ГС 107 ] |
| 110 | Павлов Виталий Алексеевич              | 10.09.1927 — 30.11.2013 | Составитель поездов станции Пермь-II Свердловской железной дороги | 04.05.1971      | транспорт             | Глинковский район     | [ ГС 108 ] |
| 111 | Павлов Илья Николаевич                 | 15.06.1914 — 23.03.1997 | Бригадир проходчиков строительно-монтажного управления № 6 Московского метростроя Государственного производственного комитета по транспортному строительству СССР                                                     | 18.03.1963      | строительство         | Вяземский район       | [ ГС 109 ] |
| 112 | Парамонова Мария Яковлевна             | 11.01.1926 — 08.10.2017 | Мастер Харьковского завода транспортного машиностроения имени В. А. Малышева Харьковского совнархоза | 07.03.1960      | машиностроение        | Вяземский район       | [ ГС 110 ] |
| 113 | Парфёнова Любовь Ивановна              | род. 25.06.1933         | Ткачиха Калининского хлопчатобумажного комбината Министерства лёгкой промышленности РСФСР | 05.04.1971      | легпром               | Кардымовский район    | [ ГС 111 ] |
| 114 | Персианинов Леонид Семёнович           | 18.08.1908 — 27.12.1978 | Директор Всесоюзного НИИ акушерства и гинекологии, заведующий кафедрой акушерства и гинекологии Первого Московского медицинского института, академик Академии медицинских наук СССР                                   | 27.07.1977      | наука                 | Сафоновский район     | [ ГС 112 ] |
| 115 | Петров Анатолий Тимофеевич             | 30.06.1928 — 20.05.1975 | Работник Лыткаринского завода оптического стекла Министерства оборонной промышленности СССР, Московская область | 26.04.1971      | оборонпром            | Новодугинский район   | [ ГС 113 ] |
| 116 | Петров Борис Николаевич                | 11.03.1913 — 23.08.1980 | Академик-секретарь Отделения механики и процессов управления Академии наук СССР, академик АН СССР, гор. Москва | 13.03.1969      | наука                 | Смоленск              | [ ГС 114 ] |
| 117 | Петровичева Александра Ивановна        | род. 05.05.1937         | Стерженщица Московского элетромашиностроительного завода «Динамо» имени С. М. Кирова Министерства электротехнической промышленности СССР                                                                              | 03.01.1974      | электропром           | Дорогобужский район   | [ ГС 115 ] |
| 118 | Петрухина Феона Ефимовна               | 05.12.1927 — 16.05.2017 | Бригадир совхоза «Пригородный» Всеволожского района Ленинградской области | 30.04.1966      | сельхоз               | Шумячский район       | [ ГС 116 ] |
| 119 | Покровский Владимир Владимирович       | 30.03.1911 — 08.1978    | Главный конструктор специального конструкторского бюро «Газстроймашина» Министерства газовой промышленности СССР, гор. Москва                                                                                         | 01.07.1966      | газпром               | Гагаринский район     | [ ГС 117 ] |
| 120 | Полющенков Григорий Григорьевич        | 03.10.1912 — 09.11.1996 | Первый секретарь Чистопольского горкома КПСС, Татарская АССР | 23.06.1966      | госуправление         | Ельнинский район      | [ ГС 118 ] |
| 121 | Посоха Антонина Ивановна               | 25.12.1932 — 12.06.2006 | Главный зоотехник совхоза имени Гагарина Петуховского района Курганской области | 08.04.1971      | сельхоз               | Холм-Жирковский район | [ ГС 119 ] |
| 122 | Поташкин Адольф Алексеевич             | 06.03.1926 — 02.08.2003 | Председатель колхоза-комбината имени Урицкого Гомельского района Гомельской области | 22.03.1991      | сельхоз               | Монастырщинский район | [ ГС 120 ] |
| 123 | Почтарёв Анатолий Георгиевич           | 28.11.1936 — 09.07.2021 | Тракторист совхоза «Менжинский» Ленинградского района Кокчетавской области | 08.04.1971      | сельхоз               | Тёмкинский район      | [ ГС 121 ] |
| 124 | Приставкин Николай Яковлевич           | 29.03.1922 — 1993       | Председатель колхоза «Заря» Тюпского района Киргизской ССР | 22.03.1966      | сельхоз               | Починковский район    | [ ГС 122 ] |
| 125 | Прокопенко Григорий Петрович           | 01.01.1927 — 20.01.2007 | Электросварщик Второго Московского строительно-монтажного управления треста «Стальмонтаж» Министерства монтажных и специальных строительных работ СССР                                                                | 08.01.1974      | строительство         | Смоленская область    | [ ГС 123 ] |
| 126 | Прокофьев Евгений Прохорович           | род. 01.09.1929         | Токарь Московского машиностроительного завода «Знамя революции» Министерства авиационной промышленности СССР | 16.01.1974      | машиностроение        | Вяземский район       | [ ГС 124 ] |
| 127 | Прудников Григорий Николаевич          | 02.12.1905 —1974        | Председатель колхоза «Первое Мая» Калужского района Калужской области | 22.03.1966      | сельхоз               | Ярцевский район       | [ ГС 125 ] |
| 128 | Прудников Иван Александрович           | 1906 — ????             | Директор семеноводческого совхоза «Кубань» Министерства совхозов СССР, Гулькевичский район Краснодарского края | 06.04.1948      | сельхоз               | Рославльский район    | [ ГС 126 ] |
| 129 | Прудников Фёдор Михайлович             | 11.01.1899 — 14.02.1987 | Скотник мясного совхоза № 4 Министерства совхозов СССР, Приютненский район Ставропольского края | 22.10.1949      | сельхоз               | Ершичский район       | [ ГС 127 ] |
| 130 | Пучковская Надежда Александровна       | 25.05.1908 — 15.05.2001 | Директор Украинского научно-исследовательского экспериментального института глазных болезней и тканевой терапии имени Филатова, гор. Одесса                                                                           | 07.03.1960      | наука                 | Смоленск              | [ ГС 128 ] |
| 131 | Розе Яков Янович                       | род. 1924               | Механизатор колхоза «Сарканайс Октобрис» Цесисского района Латвийской ССР | 08.04.1971      | сельхоз               | Демидовский район     | [ ГС 129 ] |
| 132 | Рыбакова Галина (Агафья) Илларионовна  | 19.02.1939 — 04.2018    | Бригадир совхоза «Заокский» Серпуховского района Московской области | 30.04.1966      | сельхоз               | Угранский район       | [ ГС 130 ] |
| 133 | Рязанцев Яков Евлампиевич              | 05.12.1912 — 1981       | Старший оператор прокатного цеха запорожского электрометаллургического завода «Днепроспецсталь» имени А. Н. Кузьмина Запорожского совнархоза                                                                          | 19.07.1958      | металлургия           | Смоленская область    | [ ГС 131 ] |
| 134 | Саблев Павел Ефимович                  | 14.07.1903 — 16.03.1975 | Директор Харьковского тракторного завода имени Серго Орджоникидзе Министерства тракторного и сельскохозяйственного машиностроения СССР                                                                                | 05.08.1966      | машиностроение        | Хиславичский район    | [ ГС 132 ] |
| 135 | Савчук Андрей Иосифович                | 16.03.1922 — 11.02.2004 | Директор Уральского электрохимического комбината Министерства среднего машиностроения СССР, Свердловская область | 10.03.1981      | атомпром              | Рославльский район    | [ ГС 133 ] |
| 136 | Сазыкина (Сысоева) Анна Яковлевна      | род. 11.02.1923         | Звеньевая зернового совхоза «Тихорецкий» Министерства совхозов СССР, Тихорецкий район Краснодарского края | 11.02.1949      | сельхоз               | Хиславичский район    | [ ГС 134 ] |
| 137 | Саулов Николай Корнеевич               | 03.05.1932 — 09.05.2020 | Бригадир слесарей Харьковского турбинного завода имени С. М. Кирова Министерства энергетического машиностроения СССР                                                                                                  | 18.03.1976      | машиностроение        | Холм-Жирковский район | [ ГС 135 ] |
| 138 | Сафонова Зоя Фёдоровна                 | 17.11.1936 — 03.02.2021 | Ткачиха Красноярского шёлкового комбината имени 50-летия СССР Министерства текстильной промышленности РСФСР | 31.12.1973      | легпром               | Демидовский район     | [ ГС 136 ] |
| 139 | Сверкова Татьяна Николаевна            | 05.07.1926 — 07.04.2000 | Звеньевая совхоза «Анжерский» Министерства совхозов СССР, Анжеро-Судженский район Кемеровской области | 03.07.1950      | сельхоз               | Руднянский район      | [ ГС 137 ] |
| 140 | Селивёрстова Евдокия Петровна          | 02.03.1927 — 07.10.2012 | Главный агроном совхоза «Темижбекский» Новоалександровского района Ставропольского края | 07.12.1973      | сельхоз               | Глинковский район     | [ ГС 138 ] |
| 141 | Семёнов Иван Петрович                  | 15.05.1926 — 29.12.2003 | Бурильщик Соликамского калийного комбината Министерства химической промышленности СССР, Пермская область | 28.05.1966      | химпром               | Вяземский район       | [ ГС 139 ] |
| 142 | Семёнова Анна Тарасовна                | 08.11.1919 — 21.03.2005 | Пекарь-мастер Ленинградского хлебозавода «Красный пекарь» Министерства пищевой промышленности РСФСР | 21.07.1966      | пищепром              | Монастырщинский район | [ ГС 140 ] |
| 143 | Сененкова Анна Афанасьевна             | 23.04.1912 — 20.05.2003 | Доярка подсобного хозяйства «Горки-II» Звенигородского района Московской области | 19.12.1953      | сельхоз               | Вяземский район       | [ ГС 141 ] |
| 144 | Сидоренкова Анна Леонтьевна            | 08.11.1925 — 24.12.1998 | Доярка совхоза «Шиловский», гор. Берёзовский Свердловской области | 22.03.1966      | сельхоз               | Духовщинский район    | [ ГС 142 ] |
| 145 | Смирнов Тимофей Егорович               | 22.02.1896 — 24.03.1970 | Председатель колхоза имени Белорусского военного округа Любанского района Минской области | 18.01.1958      | сельхоз               | Духовщинский район    | [ ГС 143 ] |
| 146 | Смирнова Ксения Артемьевна             | 1911 — ????             | Доярка свиноводческого совхоза «Пискарёвка» Министерства мясной и молочной промышленности СССР, Всеволожский район Ленинградской области                                                                              | 12.09.1949      | сельхоз               | Смоленская область    | [ ГС 144 ] |
| 147 | Сосков Иван Кузьмич                    | 17.05.1933 — 13.05.1978 | Главный зоотехник совхоза «Удмуртский» Сарапульского района Удмуртской АССР | 08.04.1971      | сельхоз               | Угранский район       | [ ГС 145 ] |
| 148 | Союзов Сергей Васильевич               | 21.09.1921 — 01.01.2004 | Слесарь Кунцевского радиотехнического завода Министерства радиопромышленности СССР, гор. Москва | 29.07.1966      | радиоэлектронпромпром | Гагаринский район     | [ ГС 146 ] |
| 149 | Степанов Николай Георгиевич            | 19.12.1910 — 09.09.1988 | Главный инженер линейно-эксплуатационных ремонтных мастерских аэропорта Внуково Гражданского воздушного флота, гор. Москва                                                                                            | 16.04.1963      | транспорт             | Вяземский район       | [ ГС 147 ] |
| 150 | Степанов Николай Иванович              | 08.03.1927 — 28.12.2008 | Бригадир водителей автомобилей Горьковского пассажирского автотранспортного предприятия № 1 Министерства автомобильного транспорта РСФСР                                                                              | 02.04.1981      | транспорт             | Смоленская область    | [ ГС 148 ] |
| 151 | Стёпкина Фёкла Матвеевна               | 1903 — 30.05.1975       | Доярка племенного молочного совхоза «Врачёво Горки» Министерства совхозов СССР, Луховицкий район Московской области                                                                                                   | 09.10.1949      | сельхоз               | Дорогобужский район   | [ ГС 149 ] |
| 152 | Степченков Михаил Сергеевич            | 22.11.1919 — ????       | Бригадир комплексной бригады колхоза «Путь к коммунизму» Аркадакского района Саратовской области | 20.11.1958      | сельхоз               | Ярцевский район       | [ ГС 150 ] |
| 153 | Терехов Виктор Никитович               | род. 15.10.1938         | Испытатель двигателей Ярославского моторного завода производственного объединения «Автодизель» Министерства автомобильной промышленности СССР                                                                         | 16.05.1983      | машиностроение        | Демидовский район     | [ ГС 151 ] |
| 154 | Томилова Раиса Ивановна                | 17.02.1941 — 08.10.2017 | Бригадир сепараторщиков обогатительной фабрики № 3 объединения «Якуталмаз» имени В. И. Ленина Министерства цветной металлургии СССР, Якутская АССР                                                                    | 02.03.1981      | металлургия           | Смоленская область    | [ ГС 152 ] |
| 155 | Тощевикова Зинаида Ивановна            | 15.05.1930 — 19.08.2013 | Доярка совхоза «Удмуртский» Сарапульского района Удмуртской АССР | 22.03.1966      | сельхоз               | Хиславичский район    | [ ГС 153 ] |
| 156 | Трененков Иван Алексеевич              | 21.02.1936 — 04.12.2003 | Бригадир совхоза «Ижевский» Вишневского района Целиноградской области | 06.06.1984      | сельхоз               | Угранский район       | [ ГС 154 ] |
| 157 | Тюренков Александр Ефимович            | 1910—1971               | Забойщик шахты имени Калинина комбината «Артёмуголь» Министерства угольной промышленности западных районов СССР, Сталинская область                                                                                   | 28.08.1948      | углепром              | Смоленск              | [ ГС 155 ] |
| 158 | Фёдоров Василий Фёдорович              | 20.01.1900 — ????       | Управляющий отделением виноградарского совхоза «Абрау-Дюрсо» Министерства пищевой промышленности СССР, Краснодарский край                                                                                             | 26.09.1950      | сельхоз               | Сафоновский район     | [ ГС 156 ] |
| 159 | Федотов Прокофий Михайлович            | 03.07.1904 — 08.11.1992 | Мастер доменного цеха Краматорского металлургического завода имени Куйбышева Сталинского совнархоза | 19.07.1958      | металлургия           | Шумячский район       | [ ГС 157 ] |
| 160 | Фролова Мария Ивановна                 | 19.08.1917 — 03.02.1998 | Доярка подсобного хозяйства «Горки-II» Звенигородского района Московской области | 19.12.1953      | сельхоз               | Смоленская область    | [ ГС 158 ] |
| 161 | Хазанов Лев Ефимович                   | 17.06.1916 — 20.03.1999 | Главный конструктор системы НИИ-10 Государственного комитета по радиоэлектронике СССР, гор. Москва | 28.04.1963      | радиоэлектронпром     | Ельнинский район      | [ ГС 159 ] |
| 162 | Хотулев Никита Михайлович              | 12.03.1911 — 12.01.1979 | Бригадир комплексной бригады управления строительства основных сооружений Братскгэсстроя Министерства строительства электростанций СССР, Иркутская область                                                            | 28.05.1960      | энергетика            | Дорогобужский район   | [ ГС 160 ] |
| 163 | Хохлова Мария Илларионовна             | 1910—1981               | Доярка совхоза «Холмогорка» Министерства мясной и молочной промышленности СССР, Волоколамский район Московской области                                                                                                | 01.10.1952      | сельхоз               | Смоленская область    |            |
| 164 | Храпченко Михаил Борисович             | 21.11.1904 — 15.04.1986 | Академик-секретарь отделения литературы и языка Академии наук СССР, гор. Москва | 16.11.1984      | наука                 | Рославльский район    | [ ГС 161 ] |
| 165 | Худенков Алексей Фролович              | род. 15.05.1925         | Старший мастер цеха завода «Большевик» Министерства общего машиностроения СССР, гор. Ленинград | 08.09.1975      | машиностроение        | Смоленский район      | [ ГС 162 ] |
| 166 | Цветков Василий Николаевич             | 20.01.1907 — 19.06.1976 | Директор племенного завода «Кудиново» Малоярославецкого района Калужской области | 22.03.1966      | сельхоз               | Кардымовский район    | [ ГС 163 ] |
| 167 | Цветков Леонид Алексеевич              | род. 27.06.1931         | Бригадир машинистов автоскреперов строительно-монтажного управления № 96 Укрводстроя Министерства мелиорации и водного хозяйства Украинской ССР, Херсонская область                                                   | 27.02.1974      | мелиоводхоз           |                       |            |
| 168 | Цветков Николай Леонидович             | 10.05.1918 — 20.08.1997 | Шофёр Витебской автобазы № 1 Министерства автомобильного транспорта Белорусской ССР | 04.05.1971      | транспорт             | Руднянский район      | [ ГС 164 ] |
| 169 | Черкашина Валентина Николаевна         | 02.01.1942 — 28.06.2012 | Прядильщица Камышинского хлопчатобумажного комбината Министерства текстильной промышленности РСФСР, Волгоградская область                                                                                             | 17.03.1981      | легпром               | Хиславичский район    | [ ГС 165 ] |
| 170 | Шестакова (Гущина) Мария Александровна | 14.04.1916 — 14.01.2010 | Доярка колхоза имени Ворошилова Раменского района Московской области | 24.06.1949      | сельхоз               | Тёмкинский район      | [ ГС 166 ] |
| 171 | Шишов Василий Григорьевич              | 1909 — 25.05.1980       | Бригадир проходчиков специализированного управления № 17 треста горнопроходческих работ Главмосстроя, гор. Москва | 21.06.1963      | строительство         | Смоленская область    | [ ГС 167 ] |
| 172 | Шпакова Елена Васильевна               | 18.03.1925 — 11.10.2020 | Директор Куйбышевской кондитерской фабрики «Россия» Министерства пищевой промышленности РСФСР | 26.04.1971      | пищепром              | Кардымовский район    | [ ГС 168 ] |
| 173 | Юрген Лидия Фёдоровна                  | 11.02.1916 — ????       | Председатель колхоза имени Тельмана Селидовского района Сталинской области | 26.02.1958      | сельхоз               | Шумячский район       | [ ГС 169 ] |
| 174 | Якуненков Иван Иванович                | 17.12.1932 — 12.04.2018 | Директор госплемптицезавода «Арженка» Рассказовского района Тамбовской области | 08.04.1971      | сельхоз               | Ельнинский район      | [ ГС 170 ] |
| 175 | Яншин Александр Леонидович             | 28.03.1911 — 09.10.1999 | Заместитель директора Института геологии и геофизики Сибирского отделения Академии наук СССР, академик Академии наук СССР, гор. Москва                                                                                | 27.03.1981      | наука                 | Смоленск              | [ ГС 171 ] |
| 176 | Ященко Иван Иванович                   | 01.02.1908 — 10.08.1970 | Проходчик шахты Центральная-Заводская треста «Сталиншахтовосстановление» Министерства угольной промышленности западных районов СССР, Сталинская область                                                               | 28.08.1948      | углепром              | Починковский район    | [ ГС 172 ] |

### Комментарии
1. ↑  В тексте Указа имя — Аделина.
2. ↑  Фамилия на момент присвоения звания — Герасимова, в замужестве — Горланова
3. ↑  В тексте Указа — Мосенков.
4. ↑  Фамилия Галочкина — в замужестве, на момент награждения — Турукина.
5. ↑  В тексте Указа — Лукашёв.
6. ↑  Фамилия на момент награждения — Сысоева, в замужестве — Сазыкина.
7. ↑  В тексте Указа — Свиркова.
8. ↑  В тексте Указа — Леонидовна.
9. ↑  Нижегородский некрополь. Дата обращения: 10 сентября 2019. Архивировано 21 сентября 2019 года.
10. ↑  Фамилия Гущина — на момент награждения, в последующем замужестве — Шестакова.
11. ↑  В тексте Указа — Пётр Константинович.

## Герои Социалистического Труда, прибывшие в Смоленскую область на постоянное проживание из других регионов
| № | Фамилия, имя, отчество      | Даты жизни              | Деятельность                                                                                     | Дата присвоения | Отрасль       | Район проживания  | ГС       |
| - | --------------------------- | ----------------------- | ------------------------------------------------------------------------------------------------ | --------------- | ------------- | ----------------- | -------- |
| 1 | Алтухов Андрей Степанович   | 01.09.1912 — 06.09.1993 | Управляющий строительным трестом № 8 Министерства строительства Узбекской ССР, гор. Фергана      | 07.05.1971      | строительство | Смоленск          | [ ГС 1 ] |
| 2 | Гавришев Валерий Георгиевич | 25.08.1928 — 02.03.2013 | Звеньевой колхоза «Страна Советов» Балахтинского района Красноярского края                       | 07.01.1948      | сельхоз       | Смоленск          | [ ГС 2 ] |
| 3 | Евгеньев Сергей Иванович    | 30.03.1923 — 25.05.2004 | Капитан среднего рыболовного траулера № 4389 базы экспедиционного сельдяного лова, Литовская ССР | 11.08.1960      | рыбпром       | Сафоновский район | [ ГС 3 ] |
| 4 | Чеканов Пётр Филиппович     | 07.07.1920 — 20.06.1985 | Комбайнёр совхоза «Олымский» Касторенского района Курской области                                | 23.06.1966      | сельхоз       | Ярцевский район   | [ ГС 4 ] |

### Комментарии
1. ↑  В тексте Указа фамилия — Гаврюшев.